# Corneilla-de-Conflent
Corneilla-de-Conflent település Franciaországban, Pyrénées-Orientales megyében. Lakosainak száma 532 fő (2022. január 1.). Corneilla-de-Conflent Ria-Sirach, Fillols, Vernet-les-Bains, Fuilla és Villefranche-de-Conflent községekkel határos.

## Földrajz

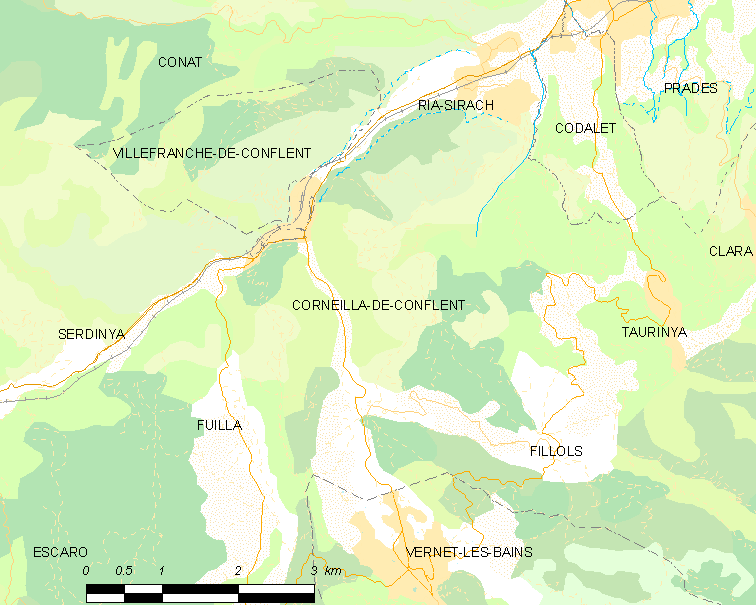
Corneilla-de-Conflent és környéke

## Népesség
A település népességének változása:
| Lakosok száma | 467  | 469  | 478  | 490  | 510  | 530  | 530  | 531  | 532  |
|               | 2013 | 2015 | 2016 | 2017 | 2018 | 2019 | 2020 | 2021 | 2022 |